# Município de Richland (condado de Belmont, Ohio)
O município de Richland (em inglês: Richland Township) é um município localizado no condado de Belmont no estado estadounidense de Ohio. No ano de 2010 tinha uma população de 14.973 habitantes e uma densidade populacional de 98,41 pessoas por km².

## Geografia
O município de Richland encontra-se localizado nas coordenadas 40° 03′ 28″ N, 80° 54′ 24″ O. Segundo a Departamento do Censo dos Estados Unidos, o município tem uma superfície total de 152.15 km², da qual 151 km² correspondem a terra firme e (0.76%) 1.16 km² é água.

## Demografia
Segundo o censo de 2010, tinha 14.973 habitantes residindo no município de Richland. A densidade populacional era de 98,41 hab./km². Dos 14.973 habitantes, o município de Richland estava composto pelo 86.24% brancos, o 11.59% eram afroamericanos, o 0.04% eram amerindios, o 0.82% eram asiáticos, o 0.01% eram insulares do Pacífico, o 0.35% eram de outras raças e o 0.94% pertenciam a duas ou mais raças. Do total da população o 1.12% eram hispanos ou latinos de qualquer raça.